# Liste des stations du métro et du tramway de Lille
Cet article liste, sous forme de tableaux, les stations du métro et du tramway de Lille.
Les stations de métro ont été réalisées par des architectes, tandis que celles de tramway (sauf les souterraines) font partie du contrat concernant le mobilier urbain de la Métropole européenne de Lille.

## Métro

### Ligne 1
|  |   |  | Station                                  | Lat/Long                    | Communes desservies                   | Correspondances                        |
|  | - |  | ---------------------------------------- | --------------------------- | ------------------------------------- | -------------------------------------- |
|  | ■ |  | Quatre Cantons - Stade Pierre-Mauroy     | 50° 36′ 19″ N, 3° 08′ 21″ E | Villeneuve-d'Ascq (Cité scientifique) |                                        |
|  | • |  | Cité Scientifique - Professeur Gabillard | 50° 36′ 42″ N, 3° 08′ 33″ E | Villeneuve-d'Ascq (Cité scientifique) |                                        |
|  | • |  | Triolo                                   | 50° 37′ 01″ N, 3° 08′ 26″ E | Villeneuve-d'Ascq (Triolo)            |                                        |
|  | • |  | Villeneuve-d'Ascq - Hôtel de Ville       | 50° 37′ 09″ N, 3° 07′ 51″ E | Villeneuve-d'Ascq (Hôtel-de-Ville)    |                                        |
|  | • |  | Pont de Bois                             | 50° 37′ 27″ N, 3° 07′ 40″ E | Villeneuve-d'Ascq (Pont-de-Bois)      | TER Hauts-de-France                    |
|  | • |  | Square Flandres                          | 50° 37′ 31″ N, 3° 06′ 58″ E | Lille (Hellemmes)                     |                                        |
|  | • |  | Mairie d'Hellemmes                       | 50° 37′ 37″ N, 3° 06′ 33″ E | Lille (Hellemmes)                     |                                        |
|  | • |  | Marbrerie                                | 50° 37′ 48″ N, 3° 05′ 53″ E | Lille (Fives)                         |                                        |
|  | • |  | Fives                                    | 50° 37′ 59″ N, 3° 05′ 26″ E | Lille (Fives)                         |                                        |
|  | • |  | Madeleine Caulier                        | 50° 38′ 12″ N, 3° 05′ 14″ E | Lille (Fives)                         |                                        |
|  | • |  | Gare Lille-Flandres                      | 50° 38′ 14″ N, 3° 04′ 15″ E | Lille (Gare de Lille-Flandres)        | TER Hauts-de-France TGV inOui et Ouigo |
|  | • |  | Rihour                                   | 50° 38′ 08″ N, 3° 03′ 46″ E | Lille (Lille-Centre)                  |                                        |
|  | • |  | République - Beaux-Arts                  | 50° 37′ 54″ N, 3° 03′ 39″ E | Lille (Lille-Centre)                  |                                        |
|  | • |  | Gambetta                                 | 50° 37′ 35″ N, 3° 03′ 08″ E | Lille (Wazemmes)                      |                                        |
|  | • |  | Wazemmes                                 | 50° 37′ 24″ N, 3° 03′ 06″ E | Lille (Wazemmes)                      |                                        |
|  | • |  | Porte des Postes                         | 50° 37′ 06″ N, 3° 03′ 00″ E | Lille (Moulins)                       | (2)                                    |
|  | • |  | CHU - Centre Oscar-Lambret               | 50° 36′ 47″ N, 3° 02′ 11″ E | Lille (Lille-Sud)                     | TER Hauts-de-France                    |
|  | ■ |  | CHU - Eurasanté                          | 50° 36′ 29″ N, 3° 02′ 20″ E | Lille (Lille-Sud)                     |                                        |

(Les stations en gras servent de départ ou de terminus à certaines missions)

### Ligne 2
|  |   |  | Station                              | Lat./Long.                  | Communes desservies               | Correspondances                        |
|  | - |  | ------------------------------------ | --------------------------- | --------------------------------- | -------------------------------------- |
|  | ■ |  | Saint-Philibert                      | 50° 39′ 08″ N, 2° 58′ 27″ E | Lille (Lomme)                     |                                        |
|  | • |  | Bourg                                | 50° 38′ 44″ N, 2° 59′ 07″ E | Lille (Lomme)                     |                                        |
|  | • |  | Maison des Enfants                   | 50° 38′ 46″ N, 2° 59′ 41″ E | Lille (Lomme)                     |                                        |
|  | • |  | Mitterie                             | 50° 38′ 49″ N, 3° 00′ 28″ E | Lille (Lomme)                     |                                        |
|  | • |  | Pont Supérieur                       | 50° 38′ 41″ N, 3° 00′ 50″ E | Lille (Lomme)                     |                                        |
|  | • |  | Lomme - Lambersart - Arthur-Notebart | 50° 38′ 27″ N, 3° 01′ 07″ E | Lille (Lomme), Lambersart         |                                        |
|  | • |  | Canteleu - Euratechnologies          | 50° 38′ 14″ N, 3° 01′ 28″ E | Lille (Bois-Blancs)               |                                        |
|  | • |  | Bois Blancs                          | 50° 38′ 04″ N, 3° 01′ 50″ E | Lille (Bois-Blancs)               |                                        |
|  | • |  | Port de Lille                        | 50° 37′ 49″ N, 3° 02′ 07″ E | Lille (Vauban-Esquermes)          |                                        |
|  | • |  | Cormontaigne                         | 50° 37′ 34″ N, 3° 02′ 25″ E | Lille (Vauban-Esquermes)          |                                        |
|  | • |  | Montebello                           | 50° 37′ 19″ N, 3° 02′ 44″ E | Lille (Vauban-Esquermes)          |                                        |
|  | • |  | Porte des Postes                     | 50° 37′ 06″ N, 3° 03′ 00″ E | Lille (Wazemmes)                  | (1)                                    |
|  | • |  | Porte d'Arras                        | 50° 37′ 03″ N, 3° 03′ 44″ E | Lille (Moulins)                   |                                        |
|  | • |  | Porte de Douai - Jardin des Plantes  | 50° 37′ 05″ N, 3° 04′ 20″ E | Lille (Moulins)                   |                                        |
|  | • |  | Porte de Valenciennes                | 50° 37′ 16″ N, 3° 04′ 44″ E | Lille (Moulins)                   |                                        |
|  | • |  | Lille Grand Palais                   | 50° 37′ 46″ N, 3° 04′ 30″ E | Lille (Lille-Centre)              |                                        |
|  | • |  | Mairie de Lille                      | 50° 37′ 57″ N, 3° 04′ 15″ E | Lille (Lille-Centre)              |                                        |
|  | • |  | Gare Lille-Flandres                  | 50° 38′ 14″ N, 3° 04′ 15″ E | Lille (Gare de Lille-Flandres)    | TER Hauts-de-France TGV inOui et Ouigo |
|  | • |  | Gare Lille-Europe                    | 50° 38′ 22″ N, 3° 04′ 35″ E | Lille (Gare de Lille-Europe)      | TERGV TGV inOui Eurostar               |
|  | • |  | Saint-Maurice Pellevoisin            | 50° 38′ 32″ N, 3° 05′ 19″ E | Lille (Saint-Maurice Pellevoisin) |                                        |
|  | • |  | Mons Sarts                           | 50° 38′ 31″ N, 3° 05′ 56″ E | Mons-en-Barœul                    |                                        |
|  | • |  | Mairie de Mons                       | 50° 38′ 32″ N, 3° 06′ 35″ E | Mons-en-Barœul                    |                                        |
|  | • |  | Fort de Mons                         | 50° 38′ 31″ N, 3° 07′ 10″ E | Mons-en-Barœul, Villeneuve-d'Ascq |                                        |
|  | • |  | Les Prés - Edgard-Pisani             | 50° 39′ 00″ N, 3° 07′ 35″ E | Villeneuve-d'Ascq                 |                                        |
|  | • |  | Jean-Jaurès                          | 50° 39′ 31″ N, 3° 08′ 06″ E | Villeneuve-d'Ascq                 |                                        |
|  | • |  | Wasquehal - Pavé de Lille            | 50° 39′ 51″ N, 3° 07′ 49″ E | Wasquehal                         | (R)                                    |
|  | • |  | Wasquehal - Hôtel de Ville           | 50° 40′ 11″ N, 3° 07′ 52″ E | Wasquehal                         |                                        |
|  | • |  | Croix - Centre                       | 50° 40′ 27″ N, 3° 08′ 48″ E | Croix                             |                                        |
|  | • |  | Mairie de Croix                      | 50° 40′ 45″ N, 3° 09′ 21″ E | Croix                             |                                        |
|  | • |  | Épeule - Montesquieu                 | 50° 41′ 03″ N, 3° 09′ 48″ E | Roubaix                           |                                        |
|  | • |  | Roubaix - Charles-de-Gaulle          | 50° 41′ 12″ N, 3° 10′ 11″ E | Roubaix                           |                                        |
|  | • |  | Eurotéléport                         | 50° 41′ 27″ N, 3° 10′ 46″ E | Roubaix                           | (R)                                    |
|  | • |  | Roubaix - Grand-Place                | 50° 41′ 31″ N, 3° 10′ 29″ E | Roubaix                           |                                        |
|  | • |  | Gare Jean-Lebas Roubaix              | 50° 41′ 44″ N, 3° 09′ 49″ E | Roubaix                           | TER Hauts-de-France TGV inOui          |
|  | • |  | Alsace - Plaine Images               | 50° 42′ 01″ N, 3° 09′ 40″ E | Roubaix                           |                                        |
|  | • |  | Mercure                              | 50° 42′ 18″ N, 3° 09′ 38″ E | Tourcoing                         |                                        |
|  | • |  | Carliers                             | 50° 42′ 39″ N, 3° 09′ 36″ E | Tourcoing                         |                                        |
|  | • |  | Gare de Tourcoing                    | 50° 43′ 00″ N, 3° 09′ 46″ E | Tourcoing                         | TER Hauts-de-France TGV inOui et Ouigo |
|  | • |  | Tourcoing - Centre                   | 50° 43′ 18″ N, 3° 09′ 35″ E | Tourcoing                         | (T)                                    |
|  | • |  | Colbert                              | 50° 43′ 32″ N, 3° 09′ 24″ E | Tourcoing                         |                                        |
|  | • |  | Phalempins                           | 50° 43′ 57″ N, 3° 09′ 28″ E | Tourcoing                         |                                        |
|  | • |  | Pont de Neuville                     | 50° 44′ 12″ N, 3° 10′ 17″ E | Tourcoing                         |                                        |
|  | • |  | Bourgogne                            | 50° 44′ 22″ N, 3° 10′ 47″ E | Tourcoing                         |                                        |
|  | ■ |  | CH Dron                              | 50° 44′ 37″ N, 3° 10′ 51″ E | Tourcoing                         |                                        |

(Les stations en gras servent de départ ou de terminus à certaines missions)

## Tramway
N.B. : les lignes R et T sont en tronc commun entre les stations Gare Lille-Flandres et Croisé-Laroche.
|  |   |   |   |   |  | Station                      | Lat./Long.                  | Communes desservies                                | Correspondances                        |
|  | - | - | - | - |  | ---------------------------- | --------------------------- | -------------------------------------------------- | -------------------------------------- |
|  |   | ■ | ■ |   |  | Gare Lille-Flandres          | 50° 38′ 14″ N, 3° 04′ 15″ E | Lille (Gare de Lille-Flandres)                     | TER Hauts-de-France TGV inOui et Ouigo |
|  |   | • | • |   |  | Gare Lille-Europe            | 50° 38′ 23″ N, 3° 04′ 26″ E | Lille (Gare de Lille-Europe)                       | TERGV TGV inOui Eurostar               |
|  |   | • | • |   |  | Romarin                      | 50° 38′ 43″ N, 3° 04′ 30″ E | La Madeleine                                       |                                        |
|  |   | • | • |   |  | Botanique                    | 50° 38′ 56″ N, 3° 04′ 44″ E | La Madeleine                                       |                                        |
|  |   | • | • |   |  | Saint-Maur                   | 50° 39′ 06″ N, 3° 04′ 55″ E | Marcq-en-Barœul                                    |                                        |
|  |   | • | • |   |  | Buisson                      | 50° 39′ 24″ N, 3° 05′ 19″ E | Marcq-en-Barœul, Lille (Saint-Maurice Pellevoisin) |                                        |
|  |   | • | • |   |  | Brossolette                  | 50° 39′ 37″ N, 3° 05′ 39″ E | Marcq-en-Barœul                                    |                                        |
|  |   | • | • |   |  | Clemenceau – Hippodrome      | 50° 39′ 43″ N, 3° 05′ 47″ E | Marcq-en-Barœul                                    |                                        |
|  |   | • | • |   |  | Croisé-Laroche               | 50° 39′ 53″ N, 3° 06′ 08″ E | Marcq-en-Barœul (Croisé-Laroche)                   |                                        |
|  | • |   |   |   |  | Acacias                      | 50° 39′ 54″ N, 3° 06′ 36″ E | Marcq-en-Barœul                                    |                                        |
|  | • |   |   |   |  | Pont de Wasquehal            | 50° 39′ 52″ N, 3° 07′ 03″ E | Wasquehal                                          |                                        |
|  | • |   |   |   |  | La Terrasse                  | 50° 39′ 50″ N, 3° 07′ 34″ E | Wasquehal                                          |                                        |
|  | • |   |   |   |  | Wasquehal – Pavé de Lille    | 50° 39′ 49″ N, 3° 07′ 49″ E | Wasquehal                                          | Logo du métro de Lille · (2)           |
|  | • |   |   |   |  | Le Sart                      | 50° 39′ 48″ N, 3° 08′ 20″ E | Villeneuve-d'Ascq                                  |                                        |
|  | • |   |   |   |  | Planche-Épinoy               | 50° 39′ 52″ N, 3° 08′ 45″ E | Villeneuve-d'Ascq                                  |                                        |
|  | • |   |   |   |  | La Marque                    | 50° 39′ 59″ N, 3° 08′ 58″ E | Croix                                              |                                        |
|  | • |   |   |   |  | Villa Cavrois                | 50° 40′ 08″ N, 3° 09′ 14″ E | Croix                                              |                                        |
|  | • |   |   |   |  | Bol d'air                    | 50° 40′ 21″ N, 3° 09′ 23″ E | Roubaix                                            |                                        |
|  | • |   |   |   |  | Parc Barbieux                | 50° 40′ 40″ N, 3° 09′ 43″ E | Roubaix                                            |                                        |
|  | • |   |   |   |  | Hôpital Victor-Provo         | 50° 40′ 52″ N, 3° 10′ 03″ E | Roubaix                                            |                                        |
|  | • |   |   |   |  | Jean-Moulin                  | 50° 41′ 06″ N, 3° 10′ 20″ E | Roubaix                                            |                                        |
|  | • |   |   |   |  | Alfred-Mongy                 | 50° 41′ 16″ N, 3° 10′ 31″ E | Roubaix                                            |                                        |
|  | ■ |   |   |   |  | Eurotéléport                 | 50° 41′ 28″ N, 3° 10′ 45″ E | Roubaix                                            | Logo du métro de Lille · (2)           |
|  |   |   |   | • |  | Foch                         | 50° 39′ 59″ N, 3° 06′ 13″ E | Marcq-en-Barœul                                    |                                        |
|  |   |   |   | • |  | Le Quesne                    | 50° 40′ 24″ N, 3° 06′ 24″ E | Marcq-en-Barœul                                    |                                        |
|  |   |   |   | • |  | Cerisaie – Centre d'Affaires | 50° 40′ 38″ N, 3° 06′ 41″ E | Marcq-en-Barœul                                    |                                        |
|  |   |   |   | • |  | Château Rouge                | 50° 40′ 47″ N, 3° 06′ 52″ E | Marcq-en-Barœul                                    |                                        |
|  |   |   |   | • |  | Cartelot                     | 50° 41′ 01″ N, 3° 07′ 10″ E | Wasquehal                                          |                                        |
|  |   |   |   | • |  | Grand Cottignies             | 50° 41′ 13″ N, 3° 07′ 26″ E | Wasquehal                                          |                                        |
|  |   |   |   | • |  | Triez                        | 50° 41′ 33″ N, 3° 07′ 52″ E | Marcq-en-Barœul                                    |                                        |
|  |   |   |   | • |  | Trois Suisses                | 50° 41′ 56″ N, 3° 08′ 19″ E | Mouvaux                                            |                                        |
|  |   |   |   | • |  | Faidherbe                    | 50° 42′ 13″ N, 3° 08′ 34″ E | Mouvaux                                            |                                        |
|  |   |   |   | • |  | Ma Campagne                  | 50° 42′ 35″ N, 3° 09′ 10″ E | Tourcoing                                          |                                        |
|  |   |   |   | • |  | Pont Hydraulique             | 50° 42′ 45″ N, 3° 09′ 22″ E | Tourcoing                                          |                                        |
|  |   |   |   | • |  | Victoire                     | 50° 43′ 04″ N, 3° 09′ 25″ E | Tourcoing                                          |                                        |
|  |   |   |   | ■ |  | Tourcoing – Centre           | 50° 43′ 14″ N, 3° 09′ 33″ E | Tourcoing                                          | (2)                                    |